# Paradiestus penicillatus
Paradiestus penicillatus är en spindelart som först beskrevs av Cândido Firmino de Mello-Leitão 1939.  
Paradiestus penicillatus ingår i släktet Paradiestus och familjen flinkspindlar. Inga underarter finns listade i Catalogue of Life.